# Checotah
Checotah é uma cidade localizada no estado norte-americano de Oklahoma, no Condado de McIntosh.

## Demografia
Segundo o censo norte-americano de 2000, a sua população era de 3481 habitantes.
Em 2006, foi estimada uma população de 3514, um aumento de 33 (0.9%).

## Geografia
De acordo com o United States Census Bureau tem uma área de
23,4 km², dos quais 23,2 km² cobertos por terra e 0,2 km² cobertos por água. Checotah localiza-se a aproximadamente 198 m acima do nível do mar.

## Localidades na vizinhança
O diagrama seguinte representa as localidades num raio de 16 km ao redor de Checotah.